# BAFTA-díj a legjobb nem angol nyelvű filmnek
A legjobb nem angol nyelvű film BAFTA-díját (angolul BAFTA Award for Best Film Not in the English Language – BAFTA-díj a legjobb nem angol nyelvű filmnek) a Brit Film- és Televíziós Akadémia alapította 1983-ban. Átadására minden év február végén, március elején kerül sor egy ünnepi gálaműsor keretében, az előző évben bemutatott, s legjobbnak ítélt, angoltól eltérő nyelven forgatott film alkotóinak.
A kategóriában minden olyan nagyjátékfilm jelölhető, amely túlnyomórészt (több mint 50%-ban) nem angol nyelvű párbeszédet tartalmaz.
A díjat 1983-tól 1985-ig csak a filmproducerek kapták, majd 1986-ban megosztották a rendezők és a producerek között. 1998-tól ismét csak a producerek vehették át. 2022-től a rendező(k) és legfeljebb egy vezető producer (az, aki a legkreatívabb közreműködéssel bír) kapja meg.
A megmérettetésben résztvevő alkotások kiválasztása három ütemben történik. Első körben a BAFTA e szekciójában résztvevő akadémiai tagok állítanak össze titkos szavazással egy 10 filmből álló, úgynevezett hosszú listát, majd a második körben e listáról ugyanez a szakmai közösség szavazza meg a jelölésre kerülő 4-5 filmet. A harmadik körben a BAFTA mindazon tagja szavazhat, aki csatlakozik a csoporthoz, hogy kiválassza a nyertes filmalkotást.
A díj elnevezése 1983 és 1989 között  BAFTA-díj a legjobb idegen nyelvű filmnek (BAFTA Award for Best Foreign Language Film) volt; a 42. gála óta viseli mai nevét.
1983 előtt is díjaztak nem angol nyelvű filmeket, a legjobb film (Best Film) kategóriában (1969-ig legjobb film bármilyen forrásból – Best Film from any Source). Jelen kategória létrehozásával a korábbiakhoz hasonlóan továbbra is van lehetőség idegen nyelvű film egyidejű jelölésére a legjobb film kategóriában, de napjainkig egyetlen filmalkotás sem nyerte meg mindkét kategóriát.

## Díjazottak és jelöltek
A díjazottak a táblázat első sorában, vastagítással vannak kiemelve. Az országzászlók a készítő országot, illetve a koprodukcióban részes államokat jelölik.
Az évszám a díjosztó gála évét jelzi, amelyen film elismerésben részesült.

### 1980-as évek
| Év                        | Film                           | Film                 | Rendező                                                     | Producer                                         | Ország |
| Év                        | Magyar cím                     | Eredeti cím          | Rendező                                                     | Producer                                         | Ország |
| ------------------------- | ------------------------------ | -------------------- | ----------------------------------------------------------- | ------------------------------------------------ | ------ |
| 1983 36. BAFTA-gála       |                                |                      |                                                             |                                                  |        |
| Krisztus megállt Ebolinál | Cristo si è fermato a Eboli    | Francesco Rosi       | Nicola Carraro, Franco Cristaldi                            | Olaszország · Franciaország                      |        |
| A tengeralattjáró         | Das Boot                       | Wolfgang Petersen    | Günter Rohrbach                                             | Nyugat-Németország                               |        |
| Díva                      | Diva                           | Jean-Jacques Beineix | Claudie Ossard, Irène Silberman, Serge Silberman            | Franciaország                                    |        |
| Fitzcarraldo              | Fitzcarraldo                   | Werner Herzog        | Werner Herzog, Willi Segler, Lucki Stipetić                 | Nyugat-Németország · Peru                        |        |
| 1984 37. BAFTA-gála       |                                |                      |                                                             |                                                  |        |
| Danton                    | Danton                         | Andrzej Wajda        | Margaret Ménégoz, Barbara Pec-Slesicka                      | Franciaország · Lengyelország                    |        |
| Végre vasárnap!           | Vivement dimanche!             | François Truffaut    | Armand Barbault, François Truffaut                          | Franciaország                                    |        |
| Fanny és Alexander        | Fanny och Alexander            | Ingmar Bergman       | Jörn Donner                                                 | Svédország                                       |        |
| Traviata                  | La Traviata                    | Franco Zeffirelli    | Tarak Ben Ammar                                             | Olaszország                                      |        |
| 1985 38. BAFTA-gála       |                                |                      |                                                             |                                                  |        |
| Carmen                    | Carmen                         | Carlos Saura         | Emiliano Piedra                                             | Spanyolország                                    |        |
| Martin Guerre visszatér   | Le Retour de Martin Guerre     | Daniel Vigne         | Daniel Vigne                                                | Franciaország                                    |        |
| Swann szerelme            | Un amour de Swann              | Volker Schlöndorff   | Eberhard Junkersdorf, Margaret Ménégoz                      | Franciaország · Nyugat-Németország               |        |
| Vidéki vasárnap           | Un dimanche à la campagne      | Bertrand Tavernier   | Bertrand Tavernier, Alain Sarde                             | Franciaország                                    |        |
| 1986 39. BAFTA-gála       |                                |                      |                                                             |                                                  |        |
| Redl ezredes              | Oberst Redl                    | Szabó István         | Manfred Durniok                                             | Nyugat-Németország · Magyarország · Ausztria     |        |
| Carmen                    | Carmen                         | Francesco Rosi       | Patrice Ledoux                                              | Franciaország · Olaszország                      |        |
| –––                       | Dim Sum: A Little Bit of Heart | Wayne Wang           | Tom Sternberg, Wayne Wang, Danny Yung                       | Amerikai Egyesült Államok                        |        |
| Metró                     | Subway                         | Luc Besson           | Luc Besson, François Ruggieri                               | Franciaország                                    |        |
| 1987 40. BAFTA-gála       |                                |                      |                                                             |                                                  |        |
| Ran – Káosz               | 乱 (Ran)                       | Kuroszava Akira      | Serge Silberman, Masato Hara                                | Japán                                            |        |
| Betty Blue                | 37° 2 le matin                 | Jean-Jacques Beineix | Jean-Jacques Beineix                                        | Franciaország                                    |        |
| Ginger és Fred            | Ginger e Fred                  | Federico Fellini     | Alberto Grimaldi                                            | Olaszország · Franciaország · Nyugat-Németország |        |
| Otello                    | Otello                         | Franco Zeffirelli    | Yoram Globus, Menahem Golan                                 | Olaszország                                      |        |
| 1988 41. BAFTA-gála       |                                |                      |                                                             |                                                  |        |
| Áldozathozatal            | Offret                         | Andrej Tarkovszkij   | Anna-Lena Wibom                                             | Svédország · Egyesült Királyság · Franciaország  |        |
| A Paradicsom…             | Jean de Florette               | Claude Berri         | Pierre Grunstein, Alain Poiré                               | Franciaország                                    |        |
| …és a Pokol               | Manon des Sources              | Claude Berri         | Pierre Grunstein, Alain Poiré                               | Franciaország                                    |        |
| Kutyasors                 | Mitt liv som hund              | Lasse Hallström      | Waldemar Bergendahl                                         | Svédország                                       |        |
| 1989 42. BAFTA-gála       |                                |                      |                                                             |                                                  |        |
| Babette lakomája          | Babettes Gæstebud              | Gabriel Axel         | Just Betzer, Bo Christensen, Benni Korzen, Pernille Siesbye | Dánia                                            |        |
| Viszontlátásra, gyerekek! | Au revoir les enfants          | Louis Malle          | Louis Malle                                                 | Franciaország · Nyugat-Németország               |        |
| Fekete szemek             | Очи чёрные (Ocsi csornije)     | Nyikita Mihalkov     | Carlo Cucchi                                                | Olaszország · Szovjetunió                        |        |
| Berlin felett az ég       | Der Himmel über Berlin         | Wim Wenders          | Anatole Dauman                                              | Nyugat-Németország                               |        |

### 1990-es évek
| Év                                       | Film                                                                      | Film                               | Rendező                                                                           | Producer                                       | Ország |
| Év                                       | Magyar cím                                                                | Eredeti cím                        | Rendező                                                                           | Producer                                       | Ország |
| ---------------------------------------- | ------------------------------------------------------------------------- | ---------------------------------- | --------------------------------------------------------------------------------- | ---------------------------------------------- | ------ |
| 1990 43. BAFTA-gála                      |                                                                           |                                    |                                                                                   |                                                |        |
| Az élet és semmi más                     | La vie et rien d'autre                                                    | Bertrand Tavernier                 | Frédéric Bourboulon, Albert Prévost, René Cleitman                                | Franciaország                                  |        |
| Asszonyok a teljes idegösszeomlás szélén | Mujeres al borde de un ataque de nervios                                  | Pedro Almodóvar                    | Agustín Almodóvar                                                                 | Spanyolország                                  |        |
| Hódító Pelle                             | Pelle Erobreren                                                           | Bille August                       | Per Holst                                                                         | Dánia · Svédország                             |        |
| Salaam Bombay!                           | Salaam Bombay!                                                            | Mira Nair                          | Gabriel Auer, Mira Nair                                                           | India                                          |        |
| 1991 44. BAFTA-gála                      |                                                                           |                                    |                                                                                   |                                                |        |
| Cinema Paradiso                          | Nuovo Cinema Paradiso                                                     | Giuseppe Tornatore                 | Franco Cristaldi, Giovanna Romagnoli                                              | Olaszország                                    |        |
| Milou májusban                           | Milou en mai                                                              | Louis Malle                        | Louis Malle, Vincent Malle                                                        | Franciaország                                  |        |
| Montreáli Jézus                          | Jésus de Montréal                                                         | Denys Arcand                       | Roger Frappier, Pierre Gendron, Monique Létourneau                                | Kanada · Franciaország                         |        |
| Romuald és Juliette                      | Romuald et Juliette                                                       | Coline Serreau                     | Jean-Louis Piel, Philippe Carcassonne                                             | Franciaország                                  |        |
| 1992 45. BAFTA-gála                      |                                                                           |                                    |                                                                                   |                                                |        |
| A rémes lány                             | Das schreckliche Mädchen                                                  | Michael Verhoeven                  | Michael Senftleben                                                                | Nyugat-Németország                             |        |
| A fodrásznő férje                        | Le Mari de la coiffeuse                                                   | Patrice Leconte                    | Thierry de Ganay                                                                  | Franciaország                                  |        |
| Cyrano de Bergerac                       | Cyrano de Bergerac                                                        | Jean-Paul Rappeneau                | René Cleitman, Michel Seydoux, André Szőts                                        | Franciaország                                  |        |
| Toto, a hős                              | Toto le héros                                                             | Jaco Van Dormael                   | Pierre Drouot, Dany Geys, Luciano Gloor                                           | Belgium · Franciaország · Németország          |        |
| 1993 46. BAFTA-gála                      |                                                                           |                                    |                                                                                   |                                                |        |
| A vörös lámpások                         | 大紅燈籠高高掛 (Ta hung tenglung kaokao kua (Dà Hóng Dēnglong Gāogāo Guà) | Csang Ji-mou (張藝謀, Zhang Yimou) | Hou Hsziao-hszien (侯孝賢, Hou Hsiao-hsien), Csiu Fu-seng (邱復生, Chiu Fu-sheng) | Kína · Hong Kong · Tajvan                      |        |
| A Pont-Neuf szerelmesei                  | Les Amants du Pont-Neuf                                                   | Leos Carax                         | Christian Fechner                                                                 | Franciaország                                  |        |
| Delicatessen                             | Delicatessen                                                              | Jean-Pierre Jeunet, Marc Caro      | Claudie Ossard                                                                    | Franciaország                                  |        |
| Európa, Európa                           | Hitlerjunge Salomon                                                       | Agnieszka Holland                  | Artur Brauner, Margaret Ménégoz                                                   | Németország · Franciaország · Lengyelország    |        |
| 1994 47. BAFTA-gála                      |                                                                           |                                    |                                                                                   |                                                |        |
| Isten veled, ágyasom!                    | 霸王別姬 (Bavang pie csie (Bàwáng Bié Jī)                                 | Csen Kaj-ko (陳凱歌, Chen Kaige)   | Hszü Feng (徐楓, Hsu Feng)                                                        | Kína · Hong Kong                               |        |
| Dermedt szív                             | Un cœur en hiver                                                          | Claude Sautet                      | Jean-Louis Livi, Philippe Carcassonne                                             | Franciaország                                  |        |
| Indokína                                 | Indochine                                                                 | Régis Wargnier                     | Eric Heumann, Jean Labadie                                                        | Franciaország                                  |        |
| Szeress Mexikóban                        | Como agua para chocolate                                                  | Alfonso Arau                       | Alfonso Arau                                                                      | Mexikó                                         |        |
| 1995 48. BAFTA-gála                      |                                                                           |                                    |                                                                                   |                                                |        |
| Élni                                     | 活著 (Huocsö (Huózhe)                                                     | Csang Ji-mou (張藝謀, Zhang Yimou) | Csiu Fu-seng (邱復生, Chiu Fu-sheng)                                              | Kína                                           |        |
| Belle Époque                             | Belle Époque                                                              | Fernando Trueba                    | Andrés Vicente Gómez                                                              | Spanyolország                                  |        |
| Étel, ital, férfi, nő                    | 飲食男女 (Jin si nu (Yǐn shí nán nǚ)                                      | Ang Lee                            | Hszü Li-kong (徐楓, Hsu Li-kong)                                                  | Tajvan · Amerikai Egyesült Államok             |        |
| Három szín: Piros                        | Trois couleurs : Rouge                                                    | Krzysztof Kieślowski               | Marin Karmitz                                                                     | Franciaország · Lengyelország                  |        |
| 1996 49. BAFTA-gála                      |                                                                           |                                    |                                                                                   |                                                |        |
| Neruda postása                           | Il postino                                                                | Michael Radford                    | Mario Cecchi Gori, Vittorio Cecchi Gori, Gaetano Daniele                          | Olaszország                                    |        |
| Csalóka napfény                          | Утомлённые солнцем (Utomljonnije szolncem)                                | Nyikita Mihalkov                   | Leonid Vereshchagin, Armand Barbault, Nyikita Mihalkov, Michel Seydoux            | Oroszország                                    |        |
| Margó királyné                           | La Reine Margot                                                           | Patrice Chéreau                    | Pierre Grunstein, Claude Berri                                                    | Franciaország · Olaszország · Németország      |        |
| Nyomorultak                              | Les Misérables                                                            | Claude Lelouch                     | Claude Lelouch                                                                    | Franciaország                                  |        |
| 1997 50. BAFTA-gála                      |                                                                           |                                    |                                                                                   |                                                |        |
| Rizsporos intrikák                       | Ridicule                                                                  | Patrice Leconte                    | Frédéric Brillion, Philippe Carcassonne, Gilles Legrand                           | Franciaország                                  |        |
| Antonia története                        | Antonia                                                                   | Marleen Gorris                     | Gerard Cornelisse, Hans de Weers, Hans de Wolf                                    | Hollandia                                      |        |
| Kolja                                    | Kolja                                                                     | Jan Svěrák                         | Eric Abraham, Jan Svěrák                                                          | Csehország                                     |        |
| Nelly és Arnaud úr                       | Nelly et Monsieur Arnaud                                                  | Claude Sautet                      | Antoine Gannagé, Alain Sarde                                                      | Franciaország                                  |        |
| 1998 51. BAFTA-gála                      |                                                                           |                                    |                                                                                   |                                                |        |
| Szerelmi fészek                          | L'Appartement                                                             | Gilles Mimouni                     | Georges Benayoun                                                                  | Franciaország                                  |        |
| A tangó lecke                            | La Lección de Tango                                                       | Sally Potter                       | Christopher Sheppard, Oscar Kramer                                                | Argentína · Egyesült Királyság · Franciaország |        |
| Lucie Aubrac                             | Lucie Aubrac                                                              | Claude Berri                       | Pierre Grunstein                                                                  | Franciaország                                  |        |
| Rózsaszín életem                         | Ma vie en rose                                                            | Alain Berliner                     | Carole Scotta                                                                     | Franciaország · Belgium                        |        |
| 1999 52. BAFTA-gála                      |                                                                           |                                    |                                                                                   |                                                |        |
| Központi pályaudvar                      | Central do Brasil                                                         | Walter Salles                      | Arthur Cohn, Martine de Clermont-Tonnerre, Walter Salles                          | Brazília                                       |        |
| Az élet szép                             | La vita è bella                                                           | Roberto Benigni                    | Elda Ferri, Gianluigi Braschi                                                     | Olaszország                                    |        |
| A púpos                                  | Le Bossu                                                                  | Philippe de Broca                  | Patrick Godeau                                                                    | Franciaország                                  |        |
| Eleven hús                               | Carne trémula                                                             | Pedro Almodóvar                    | Agustín Almodóvar                                                                 | Spanyolország                                  |        |

### 2000-es évek
| Év                                 | Film                                             | Film                               | Rendező                                                                                 | Producer                                                   | Ország |
| Év                                 | Magyar cím                                       | Eredeti cím                        | Rendező                                                                                 | Producer                                                   | Ország |
| ---------------------------------- | ------------------------------------------------ | ---------------------------------- | --------------------------------------------------------------------------------------- | ---------------------------------------------------------- | ------ |
| 2000 53. BAFTA-gála                |                                                  |                                    |                                                                                         |                                                            |        |
| Mindent anyámról                   | Todo sobre mi madre                              | Pedro Almodóvar                    | Agustín Almodóvar                                                                       | Spanyolország                                              |        |
| A lé meg a Lola                    | Lola rennt                                       | Tom Tykwer                         | Stefan Arndt                                                                            | Németország                                                |        |
| Buena Vista Social Club            | Buena Vista Social Club                          | Wim Wenders                        | Ulrich Felsberg, Deepak Nayar                                                           | Németország · kuba · Amerikai Egyesült Államok             |        |
| Születésnap                        | Festen                                           | Thomas Vinterberg                  | Birgitte Hald, Morten Kaufmann                                                          | Dánia                                                      |        |
| 2001 54. BAFTA-gála                |                                                  |                                    |                                                                                         |                                                            |        |
| Tigris és sárkány                  | 臥虎藏龍 (Vo hu cang lung (Wò hǔ cáng lóng)      | Ang Lee                            | Ang Lee, Hszü Li-kong (徐楓, Hsu Li-kong), William Kong                                 | Tajvan · Kína · Hong Kong                                  |        |
| Harry csak jót akar                | Harry, un ami qui vous veut du bien              | Dominik Moll                       | Michel Saint-Jean                                                                       | Franciaország                                              |        |
| Lány a hídon                       | La fille sur le pont                             | Patrice Leconte                    | Christian Fechner                                                                       | Franciaország                                              |        |
| Maléna                             | Malèna                                           | Giuseppe Tornatore                 | Bob Weinstein, Harvey Weinstein, Carlo Bernasconi                                       | Olaszország                                                |        |
| Szerelemre hangolva                | 花樣年華 (Hua jang nien hua (Huāyàng niánhuá)    | Vóng Ká-vaj (王家衛, Wong Kar-wai) | Vóng Ká-vaj (王家衛, Wong Kar-wai)                                                      | Hong Kong                                                  |        |
| 2002 55. BAFTA-gála                |                                                  |                                    |                                                                                         |                                                            |        |
| Korcs szerelmek                    | Korcs szerelmek                                  | Alejandro González Iñárritu        | Alejandro González Iñárritu                                                             | Mexikó                                                     |        |
| Amélie csodálatos élete            | Le Fabuleux Destin d'Amélie Poulain              | Jean-Pierre Jeunet                 | Jean-Marc Deschamps, Claudie Ossard                                                     | Franciaország                                              |        |
| A zongoratanárnő                   | La Pianiste                                      | Michael Haneke                     | Veit Heiduschka                                                                         | Franciaország · Ausztria · Németország                     |        |
| Esküvő monszun idején              | Esküvő monszun idején                            | Mira Nair                          | Caroline Baron, Mira Nair                                                               | India                                                      |        |
| Senkiföldjén                       | Abril Despedaçado                                | Walter Salles                      | Arthur Cohn                                                                             | Brazília                                                   |        |
| 2003 56. BAFTA-gála                |                                                  |                                    |                                                                                         |                                                            |        |
| Beszélj hozzá                      | Hable con ella                                   | Pedro Almodóvar                    | Agustín Almodóvar                                                                       | Spanyolország                                              |        |
| A harcos                           | The Warrior                                      | Asif Kapadia                       | Bertrand Faivre                                                                         | Egyesült Királyság · India                                 |        |
| Anyádat is                         | Y Tu Mamá También                                | Alfonso Cuarón                     | Alfonso Cuarón, Jorge Vergara                                                           | Mexikó                                                     |        |
| Devdas                             | Devdas                                           | Sanjay Leela Bhansali              | Bharat Shah                                                                             | India                                                      |        |
| Isten városa                       | Cidade de Deus                                   | Fernando Meirelles, Kátia Lund     | Andrea Barata Ribeiro, Mauricio Andrade Ramos                                           | Brazília                                                   |        |
| 2004 57. BAFTA-gála                |                                                  |                                    |                                                                                         |                                                            |        |
| Ezen a világon                     | In This World                                    | Michael Winterbottom               | Andrew Eaton, Anita Overland                                                            | Egyesült Királyság                                         |        |
| Barbárok a kapuk előtt             | Les invasions barbares                           | Denys Arcand                       | Daniel Louis, Denise Robert                                                             | Kanada                                                     |        |
| Belleville randevú – Francia rémes | Les Triplettes de Belleville                     | Sylvain Chomet                     | Adam Adler, Didier Brunner, Viviane Vanfleteren                                         | Franciaország · Kanada                                     |        |
| Chihiro Szellemországban           | 千と千尋の神隠し (Szen to Csihiro no Kamikakusi) | Mijazaki Hajao                     | Szuzuki Tosio                                                                           | Japán                                                      |        |
| Én, te, ő                          | Être et avoir                                    | Nicolas Philibert                  | Gilles Sandoz                                                                           | Franciaország                                              |        |
| Good bye, Lenin!                   | Good Bye, Lenin!                                 | Wolfgang Becker                    | Stefan Arndt                                                                            | Németország                                                |        |
| 2005 58. BAFTA-gála                |                                                  |                                    |                                                                                         |                                                            |        |
| Che Guevara: A motoros naplója     | Diarios de Motocicleta                           | Walter Salles                      | Michael Nozik, Edgard Tenenbaum, Karen Tenkhoff                                         | Argentína · Brazília                                       |        |
| A repülő tőrök klánja              | 十面埋伏 (Si mien majfu (Shí Miàn Máifú)         | Csang Ji-mou (張藝謀, Zhang Yimou) | William Kong, Csang Ji-mou (張藝謀, Zhang Yimou)                                        | Kína · Hong Kong                                           |        |
| Hosszú jegyesség                   | Un long dimanche de fiançailles                  | Jean-Pierre Jeunet                 | Jean-Pierre Jeunet                                                                      | Franciaország · Amerikai Egyesült Államok                  |        |
| Kóristák                           | Les Choristes                                    | Christophe Barratier               | Arthur Cohn, Nicolas Mauvernay, Jacques Perrin                                          | Franciaország                                              |        |
| Rossz nevelés                      | La Mala Educación                                | Pedro Almodóvar                    | Agustín Almodóvar, Pedro Almodóvar                                                      | Spanyolország                                              |        |
| 2006 59. BAFTA-gála                |                                                  |                                    |                                                                                         |                                                            |        |
| Halálos szívdobbanás               | De battre mon cœur s'est arrêté                  | Jacques Audiard                    | Pascal Caucheteux                                                                       | Franciaország                                              |        |
| A nagy utazás                      | Le Grand Voyage                                  | Ismaël Ferrouhki                   | Humbert Balsan                                                                          | Franciaország · Marokkó                                    |        |
| A pofonok földje                   | 功夫 (Kungfu (Gōngfu)                            | Stephen Chow                       | Stephen Chow, Po Chu Chui, Jeffrey Lau                                                  | Kína                                                       |        |
| Fegyverszünet karácsonyra          | Joyeux Noël                                      | Christian Carion                   | Benjamin Herrmann, Christophe Rossignon                                                 | Franciaország · Egyesült Királyság · Németország · Belgium |        |
| Tsotsi                             | Tsotsi                                           | Gavin Hood                         | Peter Fudakowski                                                                        | Dél-Afrika                                                 |        |
| 2007 60. BAFTA-gála                |                                                  |                                    |                                                                                         |                                                            |        |
| A faun labirintusa                 | El laberinto del fauno                           | Guillermo del Toro                 | Guillermo del Toro, Bertha Navarro, Alfonso Cuarón, Frida Torresblanco, Álvaro Augustin | Spanyolország · Mexikó                                     |        |
| Apocalypto                         | Apocalypto                                       | Mel Gibson                         | Mel Gibson, Bruce Davey                                                                 | Amerikai Egyesült Államok                                  |        |
| Fekete Könyv                       | Zwartboek                                        | Paul Verhoeven                     | Jeroen Beker, San Fu Maltha, Teun Hilte, Jens Meurer, Frans van Gestel                  | Hollandia · Németország · Belgium                          |        |
| Ifjú lázadók                       | Rang De Basanti                                  | Rakeysh Omprakash Mehra            | Rakeysh Omprakash Mehra, Ronnie Screwvala                                               | India                                                      |        |
| Volver                             | Volver                                           | Pedro Almodóvar                    | Agustín Almodóvar, Esther García                                                        | Spanyolország                                              |        |
| 2008 61. BAFTA-gála                |                                                  |                                    |                                                                                         |                                                            |        |
| A mások élete                      | Das Leben der Anderen                            | Florian Henckel von Donnersmarck   | Quirin Berg, Max Wiedemann                                                              | Németország                                                |        |
| Ellenséges vágyak                  | 色，戒 (Szö, csie (Sè, Jiè)                      | Ang Lee                            | Ang Lee, William Kong, James Schamus                                                    | Tajvan · Kína · Amerikai Egyesült Államok                  |        |
| Papírsárkányok                     | The Kite Runner                                  | Marc Forster                       | William Horberg, Walter F. Parkes, Rebecca Yeldham, E. Bennett Walsh                    | Amerikai Egyesült Államok                                  |        |
| Piaf                               | La Môme                                          | Olivier Dahan                      | Alain Goldman                                                                           | Franciaország · Egyesült Királyság · Csehország            |        |
| Szkafander és pillangó             | Le Scaphandre et le papillon                     | Julian Schnabel                    | Kathleen Kennedy, Jon Kilik                                                             | Franciaország                                              |        |
| 2009 62. BAFTA-gála                |                                                  |                                    |                                                                                         |                                                            |        |
| Oly sokáig szerettelek             | Il y a longtemps que je t'aime                   | Philippe Claudel                   | Sylvestre Guarino, Yves Marmion                                                         | Franciaország                                              |        |
| A Baader-Meinhof csoport           | Der Baader Meinhof Komplex                       | Uli Edel                           | Bernd Eichinger                                                                         | Németország                                                |        |
| Gomorra                            | Gomorra                                          | Matteo Garrone                     | Domenico Procacci                                                                       | Olaszország                                                |        |
| Libanoni keringő                   | ואלס עם באשיר (Valsz Im Basír)                   | Ari Folman                         | Ari Folman, Serge Lalou, Gerhard Meixner, Yael Nahlieli, Roman Paul                     | Izrael                                                     |        |
| Persepolis                         | Persepolis                                       | Marjane Satrapi Vincent Paronnaud  | Xavier Rigault, Marc-Antoine Robert                                                     | Franciaország · Amerikai Egyesült Államok                  |        |

### 2010-es évek
| Év                                     | Film                                               | Film                                        | Rendező | Producer                              | Ország |
| Év                                     | Magyar cím                                         | Eredeti cím                                 | Rendező | Producer                              | Ország |
| -------------------------------------- | -------------------------------------------------- | ------------------------------------------- | --- | ------------------------------------- | ------ |
| 2010 63. BAFTA-gála                    |                                                    |                                             | |                                       |        |
| A próféta                              | Un prophète                                        | Jacques Audiard                             | Lauranne Bourrachot, Martine Cassinelli, Pascal Caucheteux, Marco Cherqui                                      | Franciaország                         |        |
| A fehér szalag                         | Das weiße Band, Eine deutsche Kindergeschichte     | Michael Haneke                              | Stefan Arndt, Michael Katz, Veit Heiduschka, Margaret Ménégoz, Andrea Occhipinti                               | Németország · Ausztria                |        |
| Coco Chanel                            | Coco avant Chanel                                  | Anne Fontaine                               | Simon Arnal, Caroline Benjo, Philippe Carcassonne, Carole Scotta                                               | Franciaország · Belgium               |        |
| Engedj be!                             | Låt den rätte komma in                             | Tomas Alfredson                             | Carl Molinder, John Nordling                                                                                   | Svédország                            |        |
| Megtört ölelések                       | Los Abrazos Rotos                                  | Pedro Almodóvar                             | Agustín Almodóvar, Esther García                                                                               | Spanyolország                         |        |
| 2011 64. BAFTA-gála                    |                                                    |                                             | |                                       |        |
| A tetovált lány                        | Män som hatar kvinnor                              | Niels Arden Oplev                           | Søren Stærmose                                                                                                 | Svédország                            |        |
| Biutiful                               | Biutiful                                           | Alejandro González Iñárritu                 | Alejandro González Iñárritu, Jon Kilik, Fernando Bovaira, Ann Ruark, Sandra Hermida                            | Mexikó · Spanyolország                |        |
| Emberek és istenek                     | Des hommes et des dieux)                           | Xavier Beauvois                             | Pascal Caucheteux, Étienne Comar, Grégoire Sorlat                                                              | Franciaország                         |        |
| Szemekbe zárt titkok                   | El secreto de sus ojos                             | Juan José Campanella                        | Juan José Campanella, Mariela Besuievski                                                                       | Argentína                             |        |
| Szerelmes lettem                       | Io sono l'amore                                    | Luca Guadagnino                             | Luca Guadagnino, Tilda Swinton, Francesco Melzi d'Eril, Marco Morabito, Alessandro Usai, Massimiliano Violante | Olaszország                           |        |
| 2012 65. BAFTA-gála                    |                                                    |                                             | |                                       |        |
| A bőr, amelyben élek                   | La piel que habito                                 | Pedro Almodóvar                             | Agustín Almodóvar, Esther García                                                                               | Spanyolország                         |        |
| Felperzselt föld                       | Felperzselt föld                                   | Denis Villeneuve                            | Luc Déry, Kim McCraw                                                                                           | Kanada                                |        |
| Nader és Simin – Egy elválás története | جدایی نادر از سیمین (Jodaí-e Nadér az Simín)       | Aszhar Farhadi                              | Aszhar Farhadi                                                                                                 | Irán                                  |        |
| Pina                                   | Pina                                               | Wim Wenders                                 | Wim Wenders, Gian-Piero Ringel                                                                                 | Németország                           |        |
| Született feleség                      | Született feleség                                  | François Ozon                               | Eric Altmeyer, Nicolas Altmeyer                                                                                | Franciaország                         |        |
| 2013 66. BAFTA-gála                    |                                                    |                                             | |                                       |        |
| Szerelem                               | Amour                                              | Michael Haneke                              | Margaret Ménégoz Stefan Arndt Veit Heiduschka Michael Katz                                                     | Franciaország · Ausztria              |        |
| A vadászat                             | Jagten                                             | Thomas Vinterberg                           | Morten Kaufmann, Sisse Graum Jørgensen, Thomas Vinterberg                                                      | Dánia                                 |        |
| Életrevalók                            | Untouchable                                        | Olivier Nakache, Éric Toledano              | Nicolas Duval Adassovsky, Yann Zenou, Laurent Zeitoun                                                          | Franciaország                         |        |
| Fejvadászok                            | Hodejegerne                                        | Morten Tyldum                               | Marianne Gray, Asle Vatn                                                                                       | Norvégia                              |        |
| Rozsda és csont                        | De rouille et d'os                                 | Jacques Audiard                             | Jacques Audiard, Martine Cassinelli, Pascal Caucheteux, Alix Raynaud                                           | Franciaország · Belgium               |        |
| 2014 67. BAFTA-gála                    |                                                    |                                             | |                                       |        |
| A nagy szépség                         | La grande bellezza                                 | Paolo Sorrentino                            | Nicola Giuliano, Francesca Cima, Fabio Conversi                                                                | Olaszország · Franciaország           |        |
| Adèle élete – 1–2. fejezet             | La Vie d'Adèle – Chapitres 1 & 2                   | Abdellatif Kechiche                         | Abdellatif Kechiche, Brahim Chioua, Vincent Maraval                                                            | Franciaország · Belgium               |        |
| Az ölés aktusa                         | The Act of Killing                                 | Joshua Oppenheimer                          | Signe Byrge Sørensen                                                                                           | Dánia                                 |        |
| Metro Manila                           | Metro Manila                                       | Sean Ellis                                  | Mathilde Charpentier, Sean Ellis                                                                               | Egyesült Királyság · Fülöp-szigetek   |        |
| Wadjda                                 | وجدة (Wadjda)                                      | Haifaa Al-Mansour                           | Gerhard Meixner, Roman Paul                                                                                    | Szaúd-Arábia                          |        |
| 2015 68. BAFTA-gála                    |                                                    |                                             | |                                       |        |
| Ida                                    | Ida                                                | Paweł Pawlikowski                           | Eric Abraham, Piotr Dzięcioł, Ewa Puszczyńska                                                                  | Lengyelország                         |        |
| Ezerízű szerelem                       | The Lunchbox                                       | Ritesh Batra                                | Anurag Kashyap, Guneet Monga, Arun Rangachari                                                                  | India                                 |        |
| Két nap, egy éjszaka                   | Deux jours, une nuit                               | Jean-Pierre és Luc Dardenne                 | Jean-Pierre és Luc Dardenne, Denis Freyd                                                                       | Belgium · Franciaország               |        |
| Leviatán                               | Левиафан (Leviafan)                                | Andrej Zvjagincev                           | Olekszandr Rodnyanszkij, Szergej Melkumov                                                                      | Oroszország                           |        |
| Szeméttelep                            | Trash                                              | Stephen Daldry                              | Tim Bevan, Eric Fellner, Kris Thykier                                                                          | Egyesült Királyság · Brazília         |        |
| 2016 69. BAFTA-gála                    |                                                    |                                             | |                                       |        |
| Eszeveszett mesék                      | Relatos salvajes                                   | Damián Szifron                              | Agustín Almodóvar, Pedro Almodóvar, Esther García, Matías Mosteirín, Hugo Sigman                               | Argentína · Spanyolország             |        |
| A sivatagon át                         | ذيب (Theeb)                                        | Naji Abu Nowar                              | Bassel Ghandour, Rupert Lloyd                                                                                  | Jordánia · Egyesült Királyság         |        |
| Gyilkos csapás                         | 刺客聶隱娘 (Ceko Nie Jin-niang (Cìkè Niè Yǐnniáng) | Hou Hsziao-hszien (侯孝賢, Hou Hsiao-hsien) | Huang Ven-Jing (黃文英, Huang Wen-Ying)                                                                        | Tajvan · Kína · Hong Kong             |        |
| Lavina                                 | Turist                                             | Ruben Östlund                               | Erik Hemmendorff, Marie Kjellson, Philippe Bober                                                               | Svédország · Franciaország · Norvégia |        |
| Timbuktu                               | Timbuktu                                           | Abderrahmane Sissako                        | Étienne Comar, Sylvie Pialat                                                                                   | Mauritánia · Franciaország            |        |
| 2017 70. BAFTA-gála                    |                                                    |                                             | |                                       |        |
| Saul fia                               | Saul fia                                           | Nemes Jeles László                          | Sipos Gábor, Rajna Gábor                                                                                       | Magyarország                          |        |
| Deephan – Egy menekült története       | Dheepan                                            | Jacques Audiard                             | Pascal Caucheteux                                                                                              | Franciaország                         |        |
| Julieta                                | Julieta                                            | Pedro Almodóvar                             | Agustín Almodóvar, Pedro Almodóvar, Esther García                                                              | Spanyolország                         |        |
| Mustang                                | Mustang                                            | Deniz Gamze Ergüven                         | Charles Gillibert                                                                                              | Törökország · Franciaország           |        |
| Toni Erdmann                           | Toni Erdmann                                       | Maren Ade                                   | Maren Ade, Jonas Dornbach, Janine Jackowski, Michel Merkt                                                      | Németország · Ausztria                |        |
| 2018 71. BAFTA-gála                    |                                                    |                                             | |                                       |        |
| A szobalány                            | 아가씨 (Agassi)                                    | Pak Cshanuk (박찬욱, Park Chan-wook)        | Pak Cshanuk (박찬욱, Park Chan-wook), Im Szunjong (임승용, Lim Seung-yong)                                     | Dél-Korea                             |        |
| Áldozat?                               | Elle                                               | Paul Verhoeven                              | Saïd Ben Saïd, Michel Merkt                                                                                    | Franciaország                         |        |
| Az ügyfél                              | فروشنده (Forušande)                                | Aszhar Farhadi                              | Alexandre Mallet-Guy, Aszhar Farhadi                                                                           | Irán                                  |        |
| –––                                    | First They Killed My Father                        | Angelina Jolie                              | Angelina Jolie, Ted Sarandos, Michael Vieira                                                                   | Kambodzsa · Amerikai Egyesült Államok |        |
| Szeretet nélkül                        | Нелюбовь (Nyeljubov)                               | Andrej Zvjagincev                           | Olekszandr Rodnyanszkij, Sergey Melkumov, Gleb Fetisov                                                         | Oroszország                           |        |
| 2019 72. BAFTA-gála                    |                                                    |                                             | |                                       |        |
| Roma                                   | Roma                                               | Alfonso Cuarón                              | Alfonso Cuarón, Gabriela Rodríguez, Nicolás Celis                                                              | Mexikó                                |        |
| Bolti tolvajok                         | 万引き家族 (Manbiki Kazoku)                        | Koreeda Hirokazu                            | Macuzaki Kaoru, Hidzsiri Tagucsi, Akihiko Josze                                                                | Japán                                 |        |
| Dogman – Kutyák királya                | Dogman                                             | Matteo Garrone                              | Matteo Garrone, Jeremy Thomas, Paolo Del Brocco, Jean Labadie                                                  | Olaszország                           |        |
| Hidegháború                            | Zimna wojna                                        | Paweł Pawlikowski                           | Tanya Seghatchian, Ewa Puszczyńska                                                                             | Lengyelország · Franciaország         |        |
| Kafarnaum – A remény útja              | کفرناحوم (Kapernaum)                               | Nadine Labaki                               | Michel Merkt, Khaled Mouzanar                                                                                  | Libanon                               |        |

### 2020-as évek
| Év                              | Film                                    | Film                                 | Rendező                                                                                            | Producer                    | Ország |
| Év                              | Magyar cím                              | Eredeti cím                          | Rendező                                                                                            | Producer                    | Ország |
| ------------------------------- | --------------------------------------- | ------------------------------------ | -------------------------------------------------------------------------------------------------- | --------------------------- | ------ |
| 2020 73. BAFTA-gála             |                                         |                                      | |                             |        |
| Élősködők                       | 기생충 (Kiszengcshung (Gisaengchung)    | Pong Dzsunho (봉준호, Bong Joon-ho)  | Pong Dzsunho (Bong Joon-ho), Kvak Sine (곽신애, Kwak Sin-ae), Mun Jangvon (문양권, Moon Yang-kwon) | Dél-Korea                   |        |
| A búcsú                         | The Farewell                            | Lulu Wang                            | Lulu Wang, Daniele Tate Melia, Anita Gou, Jane Zheng                                               | Amerikai Egyesült Államok   |        |
| Fájdalom és dicsőség            | Dolor y gloria                          | Pedro Almodóvar                      | Agustín Almodóvar, Esther García, Ricardo Marco Budé, Ignacio Salazar-Simpson                      | Spanyolország               |        |
| Kislányomnak, Samának           | من أجل سما (‘min ajl sama‘)             | Waad Al-Kateab, Edward Watts         | Waad Al-Kateab                                                                                     | Szíria · Egyesült Királyság |        |
| Portré a lángoló fiatal lányról | Portrait de la jeune fille en feu       | Céline Sciamma                       | Bénédicte Couvreur                                                                                 | Franciaország               |        |
| 2021 74. BAFTA-gála             |                                         |                                      | |                             |        |
| Még egy kört mindenkinek        | Druk                                    | Thomas Vinterberg                    | Sisse Graum Jørgensen, Kasper Dissing                                                              | Dánia                       |        |
| Kedves elvtársak!               | Дорогие товарищи! (Dorogie tovariscsi!) | Andrej Koncsalovszkij                | Andrej Koncsalovszkij, Olesya Gidrat, Alisher Usmanov                                              | Oroszország                 |        |
| Nyomorultak                     | Les Misérables                          | Ladj Ly                              | Toufik Ayadi, Christophe Barral                                                                    | Franciaország               |        |
| Minari – A családom története   | Minari                                  | Lee Isaac Chung                      | Dede Gardner, Jeremy Kleiner, Christina Oh                                                         | Amerikai Egyesült Államok   |        |
| Quo Vadis, Aida?                | Quo Vadis, Aida?                        | Jasmila Žbanić                       | Damir Ibrahimović, Jasmila Žbanić                                                                  | Bosznia-Hercegovina         |        |
| 2022 75. BAFTA-gála             |                                         |                                      | |                             |        |
| Vezess helyettem                | ドライブ・マイ・カー (Doraibu mai kā)   | Hamagucsi Rjúszuke                   | Jamamoto Teruhisza                                                                                 | Japán                       |        |
| A világ legrosszabb embere      | Verdens verste menneske                 | Joachim Trier                        | Andrea Berentsen Ottmar, Thomas Robsahm                                                            | Norvégia                    |        |
| Isten keze                      | È stata la mano di Dio                  | Paolo Sorrentino                     | Paolo Sorrentino, Lorenzo Mieli                                                                    | Olaszország                 |        |
| Párhuzamos anyák                | Madres paralelas                        | Pedro Almodóvar                      | Pedro Almodóvar, Agustín Almodóvar, Esther García                                                  | Spanyolország               |        |
| –––                             | Petite Maman                            | Céline Sciamma                       | Bénédicte Couvreur                                                                                 | Franciaország               |        |
| 2023 76. BAFTA-gála             |                                         |                                      | |                             |        |
| Nyugaton a helyzet változatlan  | Im Westen nichts Neues                  | Edward Berger                        | Edward Berger, Malte Grunert                                                                       | Németország                 |        |
| A csendes lány                  | An Cailín Ciúin                         | Colm Bairéad                         | Colm Bairéad, Cleona Ní Chrualaoí                                                                  | Írország                    |        |
| Argentina, 1985                 | Argentina, 1985                         | Santiago Mitre                       | Santiago Mitre; TBC                                                                                | Argentína                   |        |
| A titokzatos nő                 | 헤어질 결심 (Heeojil gyeolsim)          | Pak Cshanuk (박찬욱, Park Chan-wook) | Pak Cshanuk (Park Chan-wook), Go Deszok (고대석, Ko Dae-seok)                                      | Dél-Korea                   |        |
| Fűző                            | Corsage                                 | Marie Kreutzer                       | Marie Kreutzer                                                                                     | ,                           |        |
| 2024 77. BAFTA-gála             |                                         |                                      | |                             |        |
| Érdekvédelmi terület            | The Zone of Interest                    | Jonathan Glazer                      | Jonathan Glazer                                                                                    | ,                           |        |
| 20 nap Mariupolban              | 20 днів у Маріуполі                     | Mstyslav Chernov                     | Raney Aronson-Rath, Mstyslav Chernov, Derl McCrudden, Michelle Mizner                              | Ukrajna                     |        |
| A hó társadalma                 | La sociedad de la nieve                 | Juan Antonio Bayona                  | Juan Antonio Bayona és Belén Atienza                                                               | ,                           |        |
| Egy zuhanás anatómiája          | Anatomie d'une chute                    | Justine Triet                        | Justine Triet, Marie-Ange Luciani és David Thion                                                   | Franciaország               |        |
| Előző életek                    | Past Lives                              | Celine Song                          | Celine Song, David Hinojosa, Pamela Koffler és Christine Vachon                                    | Amerikai Egyesült Államok   |        |
| 2025 78. BAFTA-gála             |                                         |                                      | |                             |        |
| Emilia Pérez                    | Emilia Pérez                            | Jacques Audiard                      | Jacques Audiard                                                                                    | Franciaország               |        |
| A szent füge magja              | دانه‌ی انجیر معابد                       | Mohammad Rasoulof                    | Mohammad Rasoulof és Amin Sadraei                                                                  | ,                           |        |
| Én még itt vagyok               | Ainda Estou Aqui                        | Walter Salles                        | Walter Salles                                                                                      | ,                           |        |
| Kneecap                         | Kneecap                                 | Rich Peppiatt                        | Rich Peppiatt és Trevor Birney                                                                     | ,                           |        |
| Minden, ami fénynek tűnik       | All We Imagine as Light                 | Payal Kapadia                        | Payal Kapadia és Thomas Hakim                                                                      | ,                           |        |